# Dendrobium multifolium
Dendrobium multifolium är en orkidéart som beskrevs av Rudolf Schlechter. Dendrobium multifolium ingår i släktet Dendrobium, och familjen orkidéer. Inga underarter finns listade i Catalogue of Life.